# 三崎警察署
三崎警察署（みさきけいさつしょ）は、神奈川県警察が管轄する警察署の一つである。

## 概要
相模方面本部隷下、第六方面に属する小規模警察署であり、署長は警視。識別章所属表示はYD。
三浦市全域の治安を担う。管内居住人口は約4万人。

## 所在地
- 神奈川県三浦市三崎町六合3番地

## 管轄区域
- 三浦市
  - 管轄面積：31.44km2

## 沿革
- 1877年（明治10年）2月　横須賀警察署三崎分署を開設。
- 1954年（昭和29年）7月1日　警察法の改正に伴い、神奈川県三崎警察署となる。
- 1982年（昭和57年）4月　現在地に庁舎が完成し移転。

## 組織
- 署長（警視）
- 副署長（警視）
- 警務課 - 警務係、住民相談係、管理係
- 会計課 - 会計係
- 生活安全課 - 生活安全係
- 地域課（警ら用無線自動車2台、小型警ら車2台） - 地域企画係、地域第一係、地域第二係、地域第三係
- 刑事課 - 強行盗犯係、鑑識係、知能組織犯罪対策係
- 交通課 - 交通総務係、交通捜査係、交通指導係
- 警備課 - 警備係

（7課体制）
※「神奈川県警察の組織に関する規則（昭和44年神奈川県公安委員会規則第2号）」を参考にした。

## 交番・駐在所
- 三浦海岸駅前交番 - 三浦市南下浦町上宮田1,490番地6
- 三崎口駅前交番 - 三浦市初声町下宮田490番地1
- 六合交番　三浦市三崎町六合658番地12[1] - 2023年3月末に隣接する交番と統合し廃止され連絡所に変更[2]
- 三崎港交番 - 三浦市三崎4丁目14番1号

## 駐在所

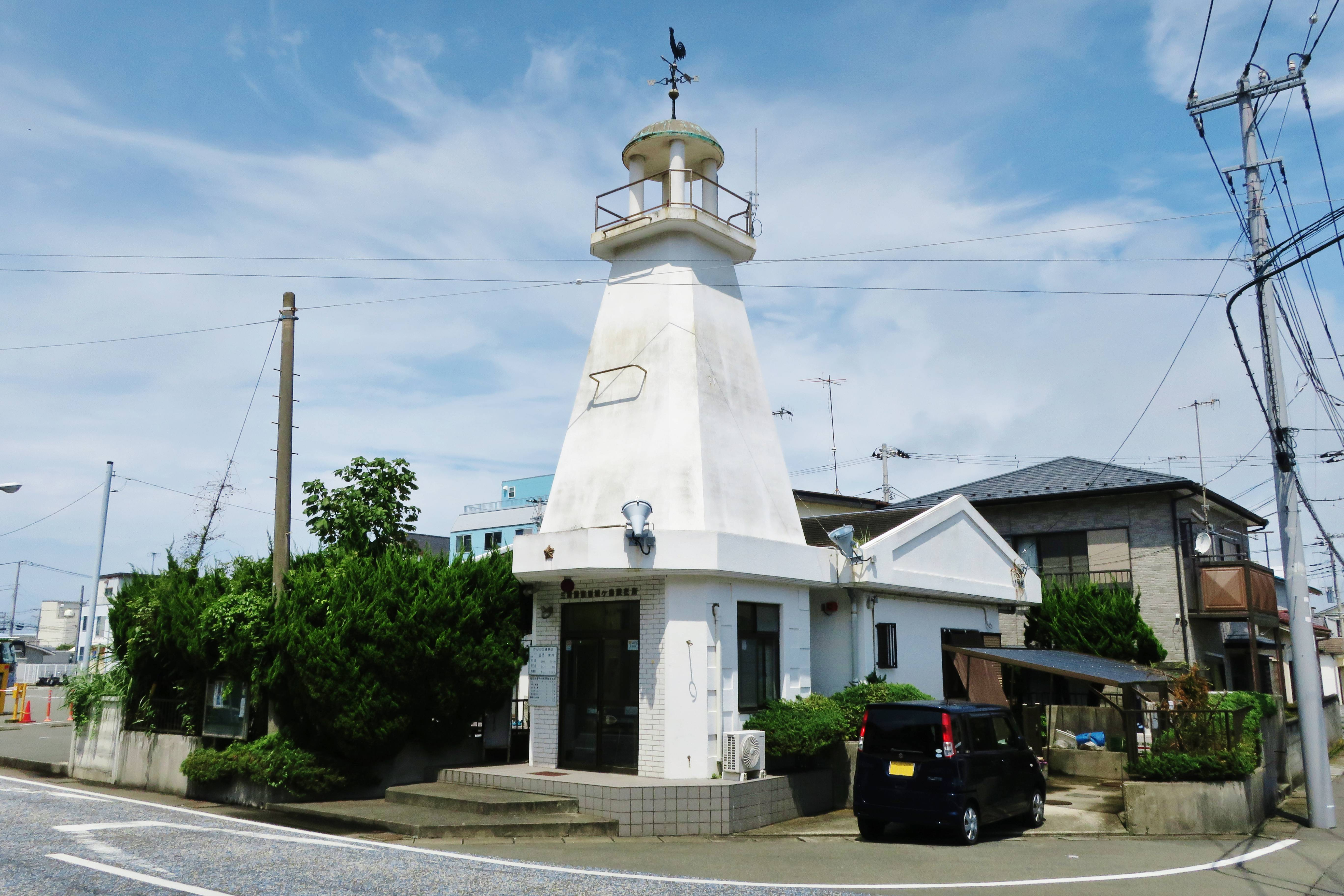
灯台の形をした城ヶ島駐在所

- 城ヶ島駐在所 - 三浦市三崎町城ケ島658番地の81
- 松輪駐在所 - 三浦市南下浦町松輪1,710番地の9
- 金田駐在所 - 三浦市南下浦町金田282番地の5
- 初声駐在所 - 三浦市初声町入江75番地の7

## 主な未解決事件
- 三浦海岸における男性殺人・死体遺棄事件[3]